# Liste der Kulturdenkmäler in Lambrecht (Pfalz)
In der Liste der Kulturdenkmäler in Lambrecht (Pfalz) sind alle Kulturdenkmäler der rheinland-pfälzischen Stadt Lambrecht (Pfalz) aufgeführt. Grundlage ist die Denkmalliste des Landes Rheinland-Pfalz (Stand: 19. Dezember 2024).

## Denkmalzonen
| Bezeichnung                                    | Lage | Baujahr                | Beschreibung | Bild            |
| ---------------------------------------------- | --- | ---------------------- | --- | --------------- |
| Denkmalzone Beerentalstraße                    | Beerentalstraße 5–16, Schorlenbergstraße 1/3 Lage | nach 1921              | sechs Doppelhäuser, eingeschossige Heimatstilbauten, nach 1921, zugehörig Schorlenbergstraße 1/3, eingeschossiger Krüppelwalmdachbau, 1926, sozialer Wohnungsbau der Weimarer Republik | Fotos hochladen |
| Denkmalzone Ehemalige Tuchfabrik Gebrüder Haas | Klostergartenstraße 9, 11, 13, 15, 17, 20 Lage | 1883                   | Fabrikgebäude, dreigeschossiger Sandsteinbau, 1883, Erweiterungen 1888 und 1889; ehemaliges Schlachthaus, 1889, Erweiterung und Torbau 1950; Flügel mit übergiebeltem Treppenhaus um 1900, Erweiterung 1920; villenartiges Wohnhaus, Heimatstil mit Neurenaissancemotiven, um 1910 | Fotos hochladen |
| Denkmalzone Friedhof                           | Marktstraße Lage | vor 1750               | Friedhof vor 1750 angelegt, mehrmals terrassenförmig erweitert; Ehrenmal 1914/18 und 1939/45, 1960 von Otto Rumpf; Friedhofsmauer mit klassizistischen Torpfeilern, 19. Jahrhundert; Leichenhalle über Resten der Begräbnishalle, 1914, Architekt Albert Boßlet; Friedhofskreuz, bezeichnet 1869; Grabmäler: J. H. Ohler († 1785), spätbarock; drei klassizistische Stelen, 1827, S. Öhlert († 1814), E. Wolff († 1831); Familie K. Wagner († 1868), spätklassizistisch; G. Botzong († 1898), späthistoristisch; Familie H. Bauchhenss († 1903), Galvanoplastik; A. Haas († 1913), neuklassizistisch; Familie C. Hoffmann († 1914), neuklassizistisch; Familie Marx, aufwändige Anlage, um 1930; J. Gramont († 1819), klassizistisch | Fotos hochladen |
| Denkmalzone Stadtkern                          | Am Klemmhof, Färberstraße, Fischerstraße, Friedrich-Ebert-Brücke, Gerberstraße, Karl-Marx-Straße, Marktstraße, Metzgergässchen, Mühlstraße, Vereinstraße, Wallonenstraße Lage | ab dem 17. Jahrhundert | nördlicher Teil des historisch gewachsenen Stadtkerns zwischen Speyerbach und ehemaliger Klosterkirche, seit dem 17. Jahrhundert geschlossen bebaut, überwiegend zweigeschossige traufständige Häuser des 18. und 19. Jahrhunderts, Zunfthaus | Fotos hochladen |

## Einzeldenkmäler
| Bezeichnung                       | Lage                                         | Baujahr                                | Beschreibung | Bild                           |
| --------------------------------- | -------------------------------------------- | -------------------------------------- | --- | ------------------------------ |
| Pankratiuskapelle                 | Am Klemmhof 1/2 Lage                         | 15. Jahrhundert                        | ehemalige Pankratiuskapelle, jetzt Wohnhäuser; spätgotischer Saalbau, teilweise mit originalem Dach, 15. Jahrhundert | Fotos hochladen                |
| Wohnhaus                          | Beerentalstraße 1 Lage                       | 1901                                   | stattliches späthistoristisches Eckwohnhaus, 1901 | Fotos hochladen                |
| Sauerbrunnen                      | Beerentalstraße, bei Nr. 18 Lage             | 1837                                   | aufwändige Quellfassung, bezeichnet 1837, über älterer Anlage (bezeichnet 1600), erneuert und erhöht 1921 | Fotos hochladen                |
| Villa Veit                        | Bergstraße 8 Lage                            | 1898                                   | repräsentativer späthistoristischer Sandsteinbau, 1898 | Fotos hochladen                |
| Untermühle                        | Fabrikstraße 7 Lage                          | um 1730                                | auch Wappenschmiede; Krüppelwalmmansarddachbau, teilweise Fachwerk oder verschindelt, um 1730 | Fotos hochladen                |
| Wohnhaus                          | Färberstraße 2 Lage                          |                                        | spätbarocker Krüppelwalmdachbau, teilweise Fachwerk (verputzt), bezeichnet 1792; platzbildprägend | Fotos hochladen                |
| Schulhaus                         | Friedrich-Ebert-Platz 1, 3, 7 Lage           | 1841/42                                | spätklassizistischer Sandsteinbau, 1841/42, Architekten Bezirksbauschaffner Jung, Revision August von Voit, Speyer, Erweiterung und Aufstockung 1910, Flachdachbau auf trapezförmigem Grundriss, 1934/35, Galerie zum Altbau, hier 1936 Altan und Grevenhausen-Brunnen, Erweiterung mit Berufs- und Volksschultrakt sowie Turnhalle 1955–58              | Fotos hochladen                |
| Wohnhaus                          | Friedrich-Ebert-Platz 5 Lage                 | 1859                                   | spätklassizistischer Putzbau mit Kniestock, Umbau 1859; ortsbildprägend | Fotos hochladen                |
| Erker                             | Grevenhausenstraße, an Nr. 9 Lage            | um 1606/07                             | Fenstererker, um 1606/07 | Fotos hochladen                |
| Wohnhaus                          | Grevenhausenstraße 17 Lage                   | um 1700                                | Krüppelwalmdachbau, um 1700, Nebengebäude teilweise Fachwerk | Fotos hochladen                |
| Türsturz und Fenster              | Grevenhausenstraße, an Nr. 19 Lage           | 1615                                   | Türsturz, bezeichnet 1615; im rückwärtigen Anbau barockes Fenster, 18. Jahrhundert, Gewändeprofil 16. oder frühes 17. Jahrhundert | Fotos hochladen                |
| Kupferhammer                      | Hauptstraße 11, 12, 13 Lage                  | spätes 18. und 19. Jahrhundert         | ehemalige Dreiherrenschmiede; ausgedehnte Mühlenanlage, spätes 18. und 19. Jahrhundert; Nr. 11 stattlicher spätbarocker Krüppelwalmdachbau, Nr. 13 bezeichnet 1815, Erweiterungsbau mit Querbau, 1850; Nr. 12 Kellergebäude, Ende des 18. Jahrhunderts, Erweiterung 1831; bauliche Gesamtanlage                                                          | Fotos hochladen                |
| Villa Marx                        | Hauptstraße 17/19 Lage                       | 1911                                   | repräsentativer kubischer Walmdachbau, 1911, rückwärtiger Anbau 1929 | Fotos hochladen                |
| Wohnhaus Marx und Postamt         | Hauptstraße 28 Lage                          | 1865                                   | Wohnhaus Marx mit Belvedereturm und Postamt: - stattliches zweieinhalbgeschossiges spätklassizistisches Eckwohnhaus, 1865; - neugotischer Wasser- und Belvedereturm, 1885, Architekten Huber und Berg, Neustadt; - Postamtsgebäude, Putzbau mit steilem Satteldach, bezeichnet 1927–28, Architekt Heinrich Müller, eineinhalbgeschossiger Vorhallenanbau | Fotos hochladen                |
| Keller                            | Hauptstraße, in Nr. 50 Lage                  | 17. Jahrhundert                        | tonnengewölbter Keller, 17. Jahrhundert, Teilumbau im 19. Jahrhundert, Kellerportal bezeichnet 1607 | Fotos hochladen                |
| Hofanlage                         | Hauptstraße 53 Lage                          | 1822–24                                | Hofanlage, 1822–24; stattliches Wohnhaus, klassizistischer Winkelbau, bezeichnet 1822, ehemaliger Tanzsaal, Neurenaissancebau, 1886 | Fotos hochladen                |
| Wohnhaus                          | Hauptstraße 68 Lage                          | 1877                                   | spätklassizistisches bzw. historistisches Wohnhaus, 1877 | Fotos hochladen                |
| Katholische Pfarrkirche Herz Jesu | Hauptstraße 82 Lage                          | 1952/53                                | barockisierender Saalbau, 1952/53, Architekt Hanns Lambrecht, mit Teilen des Vorgängers von 1749/50; zugehörig: katholisches Pfarrhaus (Hauptstraße 84), zweieinhalbgeschossiger Sandsteinbau, 1891/92 | Fotos hochladen                |
| Fassade                           | Hauptstraße, an Nr. 86 Lage                  | 1904                                   | Sandsteingliederungen in barockisierendem Jugendstil an dem Mansarddachbau von 1904 mit spätklassizistischen Resten | Fotos hochladen                |
| Wohn- und Geschäftshaus           | Hauptstraße 91 Lage                          | 1902                                   | späthistoristisches Eckwohn- und Geschäftshaus, sandsteingegliederter Backsteinbau, 1902 | Fotos hochladen                |
| Villa Haas                        | Hauptstraße 103 Lage                         | 1892                                   | stattlicher zweieinhalbgeschossiger späthistoristischer Backsteinbau mit wuchtigem Eckturm, 1892 | Fotos hochladen                |
| Villa Hoffmann                    | Hauptstraße 108 Lage                         | 1897                                   | eineinhalbgeschossiges villenartiges Wohnhaus, Neurenaissance, 1890; eingeschossiges Lagerhaus, 1897 | Fotos hochladen                |
| Wohnhaus                          | Hauptstraße 110 Lage                         | 1898                                   | villenartiges Wohnhaus, sandsteingegliederter Backsteinbau, Neurenaissance, 1898 | Fotos hochladen                |
| Wohnhaus                          | Hauptstraße 113 Lage                         | um 1920                                | villenartiger Mansardwalmdachbau, neuklassizistische und Heimatstilmotive, um 1920 | Fotos hochladen                |
| Wohnhaus                          | Hauptstraße 114 Lage                         | um 1906                                | späthistoristischer villenartiger Backsteinbau, Neurenaissance, um 1906 | Fotos hochladen                |
| Gradschank-Brunnen                | Karl-Marx-Straße Lage                        | 1889                                   | Laufbrunnen, bezeichnet 1889 | Fotos hochladen                |
| Lindenbrunnen „in der Povré“      | Karl-Marx-Straße, zwischen Nr. 1 und 11 Lage | spätes 18. Jahrhundert                 | Laufbrunnen, spätes 18. Jahrhundert | Fotos hochladen                |
| Wohnhaus                          | Karl-Marx-Straße 14 Lage                     | 1606                                   | stattliches Wohnhaus mit Kniestock, teilweise Zierfachwerk, ehemals bezeichnet 1606 | Fotos hochladen                |
| Wohn- und Geschäftshaus           | Kirchstraße 6 Lage                           | 1903                                   | späthistoristisches Wohn- und Geschäftshaus mit Jugendstilmotiven, 1903 | Fotos hochladen                |
| Wohnhaus                          | Kleiner Weg 70 Lage                          | 1903                                   | eingeschossiger Sandsteinquaderbau mit Krüppelwalmdach, barockisierender Jugendstil, bezeichnet 1903 | Fotos hochladen                |
| Wohnhaus                          | Marktstraße 12 Lage                          | 17. Jahrhundert                        | Fachwerkwohnhaus (verputzt), Eckerker mit Zeltdach, wohl aus dem 17. Jahrhundert, Umbau ehemals bezeichnet 1749 | Fotos hochladen                |
| Wohnhaus                          | Marktstraße 19 Lage                          | 1668                                   | kleines Wohnhaus, teilweise Fachwerk, im Kern aus dem 17. Jahrhundert (bezeichnet 1668), rückwärtig Portalfragment, bezeichnet 1761; Ladeneinbau 1920er Jahre | Fotos hochladen                |
| Protestantisches Schulhaus        | Marktstraße 22 Lage                          | 1612                                   | ehemaliges wallonisches, später protestantisches Schulhaus; Krüppelwalmdachbau, teilweise Fachwerk (verputzt), im Kern aus dem frühen 17. Jahrhundert (bezeichnet 1612), Veränderungen des 18. und 19. Jahrhunderts | Fotos hochladen                |
| Rathaus                           | Marktstraße 23 Lage                          | um 1800                                | stattlicher Walmdachbau mit haubenbekröntem Dachreiter, um 1800 | Fotos hochladen                |
| Marktbrunnen                      | Marktstraße, vor Nr. 26 Lage                 | spätes 18. oder frühes 19. Jahrhundert | Laufbrunnen, spätes 18. oder frühes 19. Jahrhundert | Fotos hochladen                |
| Protestantische Pfarrkirche       | Marktstraße 29 Lage                          | zweites Viertel des 14. Jahrhunderts   | ehemalige Dominikanerinnenklosterkirche; Fundamentreste des wohl 977 gegründeten Klosters; spätgotischer Sandsteinquader-Saalbau, Chor aus dem zweiten Viertel des 14. Jahrhunderts, Langhaus vollendet um 1360, Turmaufsatz 1921/22, Architekt Karl Latteyer                                                                                            | weitere Bilder Fotos hochladen |
| Protestantisches Pfarrhaus        | Mühlstraße 1 Lage                            | 1765                                   | ehemaliges Pfarrhaus der protestantischen Gemeinde; eingeschossiger Mansardwalmdachbau über hohem Keller, 1765 | Fotos hochladen                |
| Obermühle                         | Mühlstraße 2 Lage                            | frühes 17. Jahrhundert                 | Obermühle am Speyerbach; Putzbau, im Kern aus dem frühen 17. Jahrhundert, Umbau bezeichnet 1798 | Fotos hochladen                |
| Wohnhaus                          | Mühlstraße 4 Lage                            | 1821                                   | nachbarocker Krüppelwalmdachbau, 1821, in der Bruchsteinmauer Schweinestall | Fotos hochladen                |
| Wohnhaus                          | Östliche Luhrbachstraße 6 Lage               | 1926                                   | villenartiger eineinhalbgeschossiger Mansardwalmdachbau, barockisierender Heimatstil mit expressionistischen Motiven, 1926 | Fotos hochladen                |
| Sommerbergschlösschen             | Sommerbergstraße 7 Lage                      | 1870                                   | stattliche eineinhalbgeschossige landhausartige Villa, Belvedereturm mit Pyramidendach, 1870, Loggia 1894 | Fotos hochladen                |
| Villa                             | Sommerbergstraße 21 Lage                     | 1900                                   | eineinhalbgeschossige Villa im „Schweizerstil“, 1900 | Fotos hochladen                |
| Kunigundenbrünnchen               | Vereinsstraße Lage                           | erste Hälfte des 19. Jahrhunderts      | Laufbrunnen, wohl aus der ersten Hälfte des 19. Jahrhunderts | Fotos hochladen                |
| Wohnhaus                          | Vereinsstraße 2 Lage                         | um 1800                                | nachbarocker Krüppelwalmdachbau, um 1800; platzbildprägend | Fotos hochladen                |
| Keller                            | Vereinsstraße, unter Nr. 11 Lage             | 17. Jahrhundert                        | tonnengewölbter Keller, teilweise aus dem 17. Jahrhundert, Eingang bezeichnet 1631 (?) | Fotos hochladen                |
| Zunfthaus                         | Wallonenstraße 11 Lage                       | 1607                                   | mächtiger dreigeschossiger Rähmbau, Zierfachwerk, bezeichnet 1607, hofseitig hölzerne Galerien, Kellerabgang bezeichnet 1606; ortsbildprägend | Fotos hochladen                |
| Wohnhaus                          | Wallonenstraße 15 Lage                       | 1853                                   | stattlicher Krüppelwalmdachbau, 1853; straßenbildprägend | Fotos hochladen                |
| Staatliches Forstamt              | Westliche Luhrbachstraße 1 Lage              | 1914/15                                | villenartiger kubischer Walmdachbau in barockisierendem Heimatstil, 1914/15 | Fotos hochladen                |
| Wohnhaus                          | Westliche Luhrbachstraße 3 Lage              | 1902                                   | eingeschossiges villenartiges Wohnhaus, Jugendstilmotive, 1902 | Fotos hochladen                |